# Stella Maeve
Stella Maeve Johnston, née le 14 novembre 1989 à New York, est une actrice américaine. Elle est principalement connue pour avoir interprété le rôle de Nadia DeCotis, dans la série de Dick Wolf, Chicago Police Department.

## Carrière
Elle débute en 2005 au cinéma dans Transamerica et à la télévision dans New York, police judiciaire et New York, section criminelle.
En 2012, dans le film Starlet, elle interprète le rôle d'une jeune femme jouant dans des films pornographiques.
En 2014, elle obtient un rôle lors d'un épisode, puis un rôle récurrent dans Chicago Police Departement.
Entre 2015 et 2020, elle est à l'affiche de la série The Magicians.
En 2022, elle intègre le casting de Mayans M.C.

## Filmographie

### Cinéma

#### Longs métrages
- 2005 : Transamerica de Duncan Tucker : Taylor
- 2007 : The Beautiful Ordinary de Jess Bond : Lighty
- 2008 : Harold de T. Sean Shannon : Shelly Clemens
- 2009 : Asylum Seekers de Rania Ajami : Alice
- 2009 : Accused at 17 de Doug Campbell : Sarah Patterson
- 2010 : L'Élite de Brooklyn (Brooklyn's Finest) d'Antoine Fuqua : Cynthia
- 2010 : Les Runaways (The Runaways) de Floria Sigismondi : Sandy West
- 2012 : Starlet de Sean Baker : Melissa
- 2012 : CLONED : The Recreator Chronicles de Gregory Orr : Tracy Bernstein
- 2013 : All Together Now d'Alexander Mirecki : Rachel
- 2014 : Buttwhistle de Tenney Fairchild : Missy Blancmange
- 2014 : The Park Bench d'Ann LeSchander : Maribel
- 2015 : Dark Summer de Paul Solet : Abby
- 2016 : Flipped d'Harris Demel : Nicole Diamond
- 2016 : Long Nights Short Mornings de Chadd Harbold : Lily
- 2017 : L'autoroute (Take the 10) de Chester Tam : Brooke

#### Courts métrages
- 2005 : Liminality de Jess Bond : Kat
- 2006 : Euthanasia d'Adrian Grenier : Becky

### Télévision

#### Séries télévisées
- 2005 : New York, police judiciaire (Law and Order) : Alexis Henderson
- 2005 : New York, section criminelle (Law and Order : Criminal Intent) : Sylvia Skoller / Gloria Barton
- 2006 / 2015 - 2016 : New York, unité spéciale (Law and Order : Special Victims Unit) : Leslie Sweeney / Nadia DeCotis
- 2007 : The Bronx Is Burning : Joanne Lomino
- 2008 - 2009 : Gossip Girl : Emma Boardman
- 2009 : Les Experts (CSI : Crime Scene Investigation) : Marnie Bennett
- 2010 : Bones : Amber Flaire (Saison 6, Episode 8)
- 2010 - 2011 : Dr House : Kenzie
- 2011 : Funny or Die Presents... : Ann
- 2012 : Grey's Anatomy : Lily Anderson
- 2013 : Un flic d'exception (Golden Boy) : Agnes Clark
- 2014 : Rizzoli & Isles : Kelsey
- 2014 - 2016 : Chicago Police Departement (Chicago P.D.) : Nadia DeCotis
- 2015 - 2020 : The Magicians : Julia Wicker
- 2019 : God Friended Me : Sophia
- 2020 : Bite Size Halloween : La mariée
- 2022 : Mayans M.C. : Kody

#### Téléfilm
- 2010 : Mon effroyable anniversaire 2 (My Super Psycho Sweet 16 : Part 2) de Jacob Gentry : Zoe Chandler